# 達利噶巴
達利噶巴(梵文：Darikapa)，印度大乘密宗人士，八十四成就者之一。

## 簡介
達利噶原是薩利鋪札地方的國王，名叫印札巴拉。一日遇見瑜珈士盧夷巴，國王對瑜珈士說可供養他任何東西，甚至王國，無須再吃魚內臟，盧夷巴卻說他已捨棄所有，王國只有小利，卻會帶來大害。因此，國王印札巴拉開始厭離，對他的婆羅門大臣一起到盧夷巴所住的墓地求法，盧夷巴帶他們進入上樂金剛的壇城，而君臣倆也奉上他們自己做為灌頂的供養。
他們三人到歐利薩行乞後轉往進塔鋪阿城。盧夷巴將國王賣給妓女戶作僕人，國王工作十二年，幫女人們洗腳、按摩，從不鬆懈。有一天被一位來此享樂的嘉那巴國王發現，那僕人坐在寶座上，受十五個少女禮敬。於是國王向女主人訴說此事，後來國王與女主人便請求成為僕人的弟子。因為尊者在達利瑪處作賤役十二年，於是被稱為達利噶。之後在七百眷屬的簇擁下，趨入空行淨土。